# Nemanja Mirosavljev
Nemanja Mirosavljev (* 10. Mai 1970 in Novi Sad) ist ein serbischer Sportschütze, der an fünf Olympischen Spielen teilnahm. Seine beste Platzierung war der neunte Platz 1992 im Kleinkaliber-Dreistellungskampf. 2012 wurde er noch einmal Zehnter im Liegendschießen.
Bei den Mittelmeerspielen 2005 errang er zwei Silbermedaillen im Schießen. Er nahm an den Olympischen Spielen 2008 in Peking in den Disziplinen Luftgewehr 10 Meter, Kleinkaliber liegend 50 Meter und Kleinkaliber Dreistellungskampf teil, konnte sich jedoch für kein Finale qualifizieren.